# Johannes O. Joensen
Johannes Olaus Joensen (født 31. oktober 1885 i Tórshavn, død 17. juni 1955) var en færøsk prokurist og politiker (SB). Han var kommunalbestyrelsesmedlem i Tórshavn Kommune 1924–1932, og byens borgmester 1929–1932. Bestyrelsesmedlem i Sjóvinnubankin 1932–1951. Joensen var valgt til Lagtinget fra Suðurstreymoy 1924–1936.